# Verdades como puños
Verdades como puños es el segundo disco de estudio del cantautor español José Córdoba, encarnando su personaje del Chivi.

## Canciones
1. Nos Hemos Vuelto Locos
2. Fenómeno Fan
3. El Edén Y El Infierno
4. Carpe Diem (Aprovecha El Tiempo)
5. Ya No Te Acuerdas De mi
6. Verdades Como Puños
7. Fetiches
8. Pido Cama
9. A Que Huelen Las Nubes
10. Telenovela
11. Veinticinco
12. Se Ha Visto A Lucifer
13. El Que Más Te Ha Querido
14. Diálogo
15. Jornada De Piernas Abiertas
16. Pija Ella / Pijo El
17. Soy Como Soy
18. Así Están Las Cosas